# دونوان براونینگ
دونوان براونینگ (انگلیسی: Donovan Browning; ۹ مهٔ ۱۹۱۶ – ۱۹۹۷ (۸۰−۸۱ سال)) بازیکن فوتبال اهل بریتانیا بود.
از باشگاه‌هایی که در آن بازی کرده‌است می‌توان به باشگاه فوتبال ساوت‌همپتون اشاره کرد.